# ZFP106
ZFP106‏ (Zinc finger protein 106) هوَ بروتين يُشَفر بواسطة جين ZFP106 في الإنسان.